# I.E.N.A.
I.E.N.A. è il secondo album in studio del rapper italiano Clementino, pubblicato il 19 dicembre 2011 dalla Relief Records EU.

## Descrizione
(Clementino in un'intervista per HipHopRec)
L'uscita dell'album è stata anticipata dalla pubblicazione del videoclip del brano La mia musica, avvenuta il 6 giugno 2010.
Dall'album sono stati estratti ulteriori cinque videoclip: Toxico (20 gennaio 2012), Rovine (4 marzo 2012), Risata di una I.E.N.A. (12 maggio 2012), Funk e TheRivati (18 maggio 2012) e Animals (15 luglio 2012), resi disponibili per la visione sul canale YouTube ufficiale della Relief Records.
Il videoclip di Rovine è stato anticipato da un'anteprima ufficiale pubblicata su YouTube nel tardo novembre del 2011. In Rovine, Clementino rappa dentro caverne e, appunto, rovine; durante i ritornelli e anche durante alcuni versi del rapper napoletano vi appare Mama Marjas.

## Accoglienza
| Recensione          | Giudizio   |
| ------------------- | ---------- |
| Hano                | favorevole |
| myHipHop            | favorevole |
| RapBurger           | [ 10 ]     |
| Rockit              | favorevole |
| Storia della musica | [ 12 ]     |

L'album è stato accolto molto positivamente da tutti i critici specializzati in musica rap.
Andrea Mazzoli, di RapBurger, ha affermato che ascoltando il disco «balza subito all'orecchio una peculiare attitudine da giocoliere che rende il disco piacevole all'ascolto e di forte appeal». Enrico Piazza, di Rockit, ha definito I.E.N.A. un disco cento per cento hip hop, fresco nei suoni che però non si svende mai alle tendenze del momento, elogiando in particolar modo le produzioni dell'album.

## Tracce
1. Rovine (feat. Mama Marjas) – 3:52
2. Toxico – 3:31
3. Animals (feat. R.A. the Rugged Man) – 3:07
4. La mia musica (feat. Paolo Maccaro) – 4:03
5. Hannibal Rapper (feat. Ill Bill) – 3:09
6. Butterfly Effect – 3:08
7. La vita del palo (feat. Dope One) – 3:39
8. Risata di una I.E.N.A. – 3:25
9. Se ne cade (feat. Paura) – 3:32
10. Funk e TheRivati (feat. Paolo Maccaro) – 3:00
11. La mia musica (Skizo Remix) – 3:38
12. Finale di fuoco – 3:55